# Bătălia de la Gaugamela
Bătălia de la Gaugamela (Γαυγάμηλα) (astăzi Tel Gomel în nordul Irakului) a avut loc pe 1 octombrie 331 î.Hr. și a fost una dintre bătăliile decisive din istoria lumii. A fost dusă între Alexandru cel Mare și Darius III al Persiei. Această bătălie, numită uneori și Bătălia de la Arbela, a fost o mare victorie pentru statul macedonean antic și a dus la prăbușirea Imperiului Persan.

## Locul de desfășurare
Darius a ales ca loc de desfășurare pentru bătălie o zonă plată, unde își putea desfășura în voie armata și unde putea beneficia de pe urma superiorității numerice față de armata lui Alexandru cel Mare. Locul ales astfel a fost câmpia Gaugamela din Irakul de astăzi (aflată la est de orașul actual Mosul). Istoricul grec Plutarh se referă la această câmpie numind-o „adăpostul cămilei”.

## Context
Bătălia are loc în condițiile în care Alexandru Macedon a pornit o campanie de cucerire a Imperiului Persan. După Bătălia de la Issos din anul 333 î.Hr. el a cucerit coasta estică a Mării Mediterane și Egiptul. După aceste cuceriri a avansat prin Siria spre inima Imperiului Persan. Alexandru a traversat apoi fluviile Tigru și Eufrat fără nici un fel de opoziție. Darius era ocupat în tot acest timp cu pregătirea unei mari armate formată din soldați din toate colțurile imperiului. El a plănuit să se folosească de număr pentru a-l zdrobi pe Alexandru, unii istorici contemporani evenimentului vorbind de o armată de peste 100.000 de soldați. De asemenea Darius a ales un teren plan pentru bătălie, pentru a se putea folosi de această superioritate numerică și pentru a-i limita lui Alexandru alegerile tactice.

## Motivația
Alexandru și-a așezat tabăra pe malul râului Bulemus și a înaintat împreună cu oamenii săi, transportând doar echipamentele și proviziile pentru câteva zile. Macedonenii au ajuns la Gaugamela în după amiaza zilei de 30 septembrie. Alexandru a dorit inițial să îi atace pe perși imediat după ce au ajuns, dar generali s-au opus. De asemenea, generalii lui Alexandru au propus un atac de noapte, pentru a diminua avantajul numărului. Alexandru nu a acceptat, motivând că aceasta ar fi o victorie furată. În aceste condiții macedonenii s-au odihnit în noaptea dinaintea luptei, în timp ce perșii temându-se de un atac de noapte au rămas în veghe.

## Armata persană

### Estimări actuale
| Unități             | Număr minim | Număr maxim |
| ------------------- | ----------- | ----------- |
| Peltaști            | 10.000      | 30.000      |
| Cavalerie           | 12.000      | 40.000      |
| Nemuritorii Persani | 10.000      | 10.000      |
| Hopliți greci       | 8.000       | 10.000      |
| Cavalerie bactriană | 1.000       | 2.000       |
| Arcași              | 1.500       | 1.500       |
| Care de luptă scite | 200         | 200         |
| Elefanți de război  | 15          | 15          |
| Total               | 43.000      | 94.000      |

Unele estimări actuale estimează că numărul soldaților lui Darius al III-lea nu era mai ridicat de 50.000, pentru că era foarte greu de condus și de organizat o armată mai mare de 50.000 de soldați. Oricum, este posibil ca armata persană să fi avut în jur de 100.000 de soldați. Alte estimări vorbesc despre 25.000 de peltaști. Warry (1998) estimează un total de 91.000 de soldați, Welman estimează un total de 90.000 de soldați, Delbrück (1978) estimează un total de doar 52.000 de soldați, iar Thomas Harbottle estimează un total de 120.000. Engels (1920) și Green (1990) estimează că armata lui Darius  la Gaugamela nu era mai mare de 100.000 de oameni. În rândurile ei erau cei 10.000 de nemuritori persani, 2.000 de hopliți greci, 40.000 de călăreți (dintre care 1.000 de călăreți din Bactria), 200 care de luptă scite și 15 elefanți de război. Hans Delbrück estimează numărul călăreților perși la 12.000.

### Estimări moderne

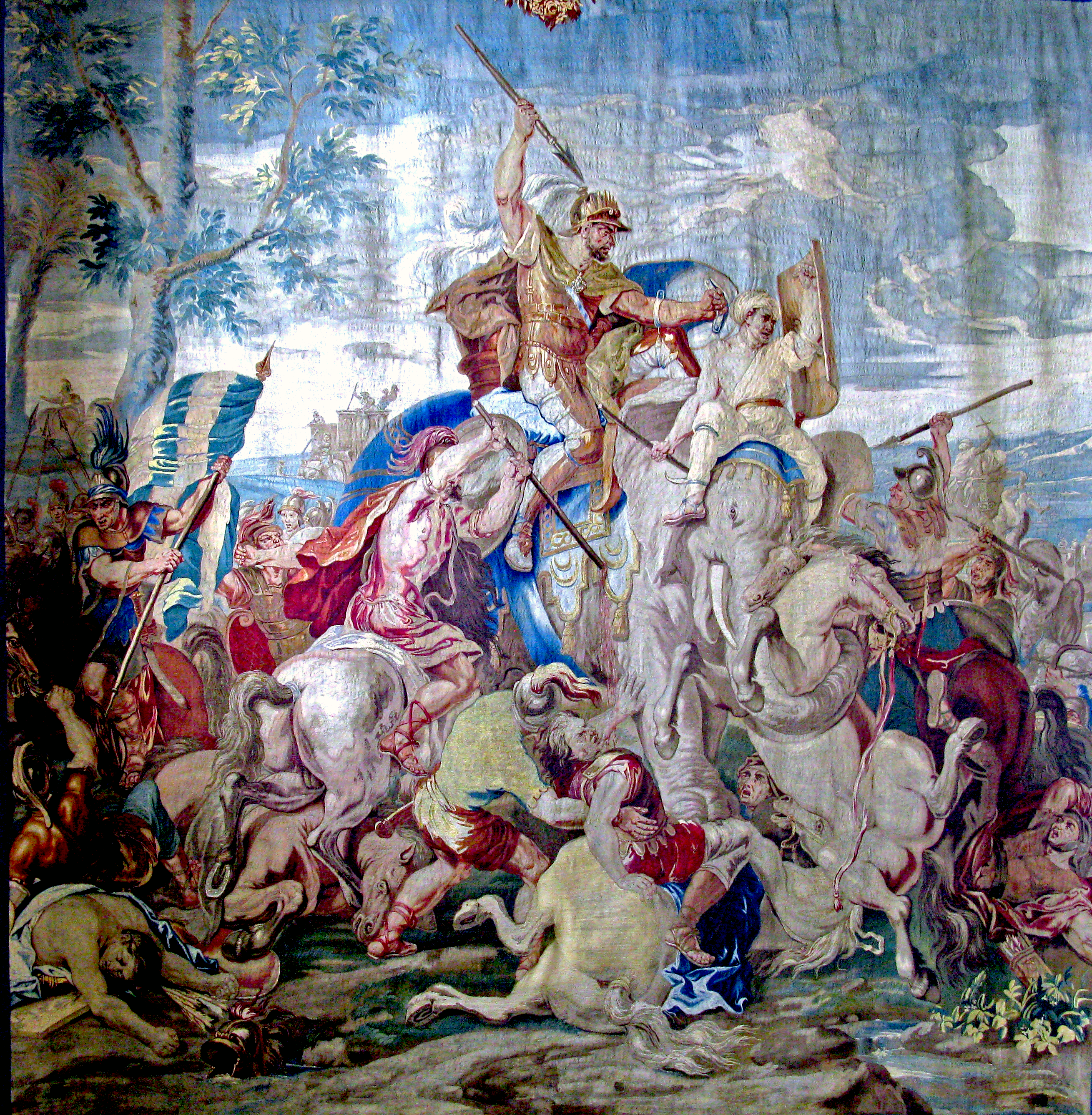
Batalia de la Gaugamela (Arbela)

## Tactici

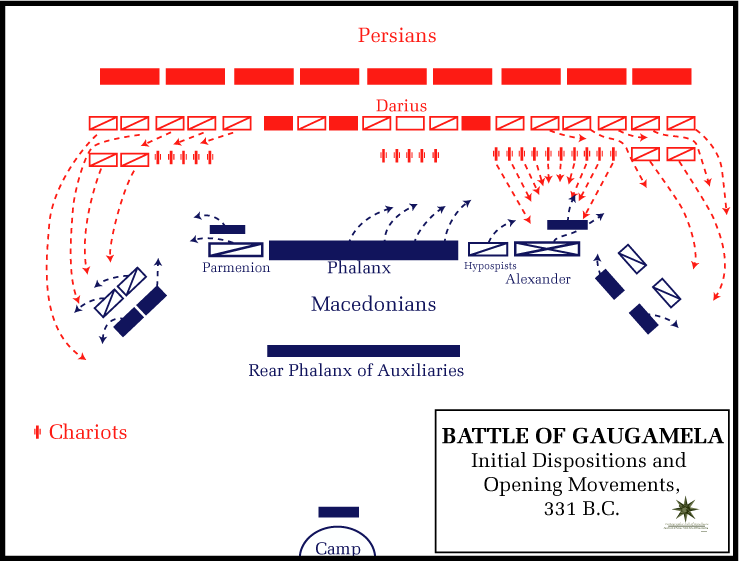
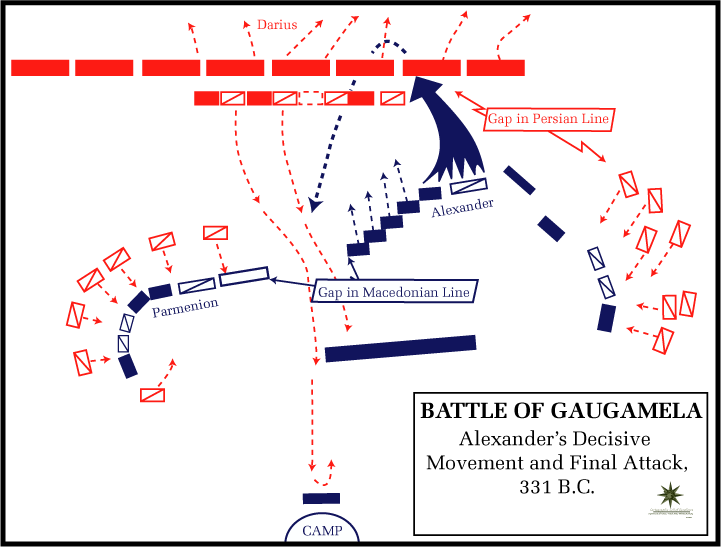